# Gilport Lions FC
El Gilport Lions FC es un equipo de fútbol de Botsuana que milita en la Liga Premier de Botsuana, la liga de fútbol más importante del país.

## Historia
Fue fundado en el año 1969 con el nombre Botswana Meat Commission, en la ciudad de Lobatse, y su principal logro ha sido ganar la Copa Desafío de Botsuana en una ocasión en 2007 al vencer en la final al ECCO City Greens FC, y ha sido finalista en 1996. Nunca ha sido campeón de la máxima categoría, siendo su mejor temporada la de 1994/95, en la que obtuvieron el subcampeonato.
En la temporada 2015/16 el club cambió su nombre por el de Gilport Lions.
A nivel internacional han participado en 1 torneo continental, la Copa CAF 1996, en la cual fueron eliminados en la Primera Ronda por el Mamelodi Sundowns de Sudáfrica.

## Palmarés
- Copa Desafío de Botsuana: 1

2007
- - Finalista: 1

1996
- Liga Premier de Botsuana: 0
  - Subcampeón: 1

2012
- Copa Independencia de Botsuana: 0
  - Finalista: 1

2003

## Participación en competiciones de la CAF
| Temporada | Torneo   | Ronda      | Club              | Casa | Visita | Global |
| --------- | -------- | ---------- | ----------------- | ---- | ------ | ------ |
| 1996      | Copa CAF | Preliminar | LDF               | 4-2  | 0-0    | 4-2    |
| 1996      | Copa CAF | 1          | Mamelodi Sundowns | 1-4  | 0-3    | 1-7    |

## Entrenadores destacados
- Kaiser Kalambo (1996-1999)[13]
- Zara Mogwera (2004-2005)[14]